# 鹽水溪
鹽水溪（臺羅：Kiâm-tsúi-khe），舊稱新港溪，是位於臺灣南部的中央管河川，流域全境在臺南市內。主流上游為咬狗溪，發源於龍崎區土崎里深堀尾，幹流長度41.30公里，流域面積為339.74平方公里:174。
鹽水溪主流再細分的話，從龍崎區到關廟區的河段又稱「咬狗溪」（舊籍載為「鑒裏溪」，鑒裏即今嗊哩）、從關廟到新市新化交界的河段稱為「許縣溪」，再往下便稱為鹽水溪:175。而在主流之外，有鹽水埤溪、大目幹溪（虎頭溪）、潭頂溪、柴頭港溪四大支流:177。

## 簡介

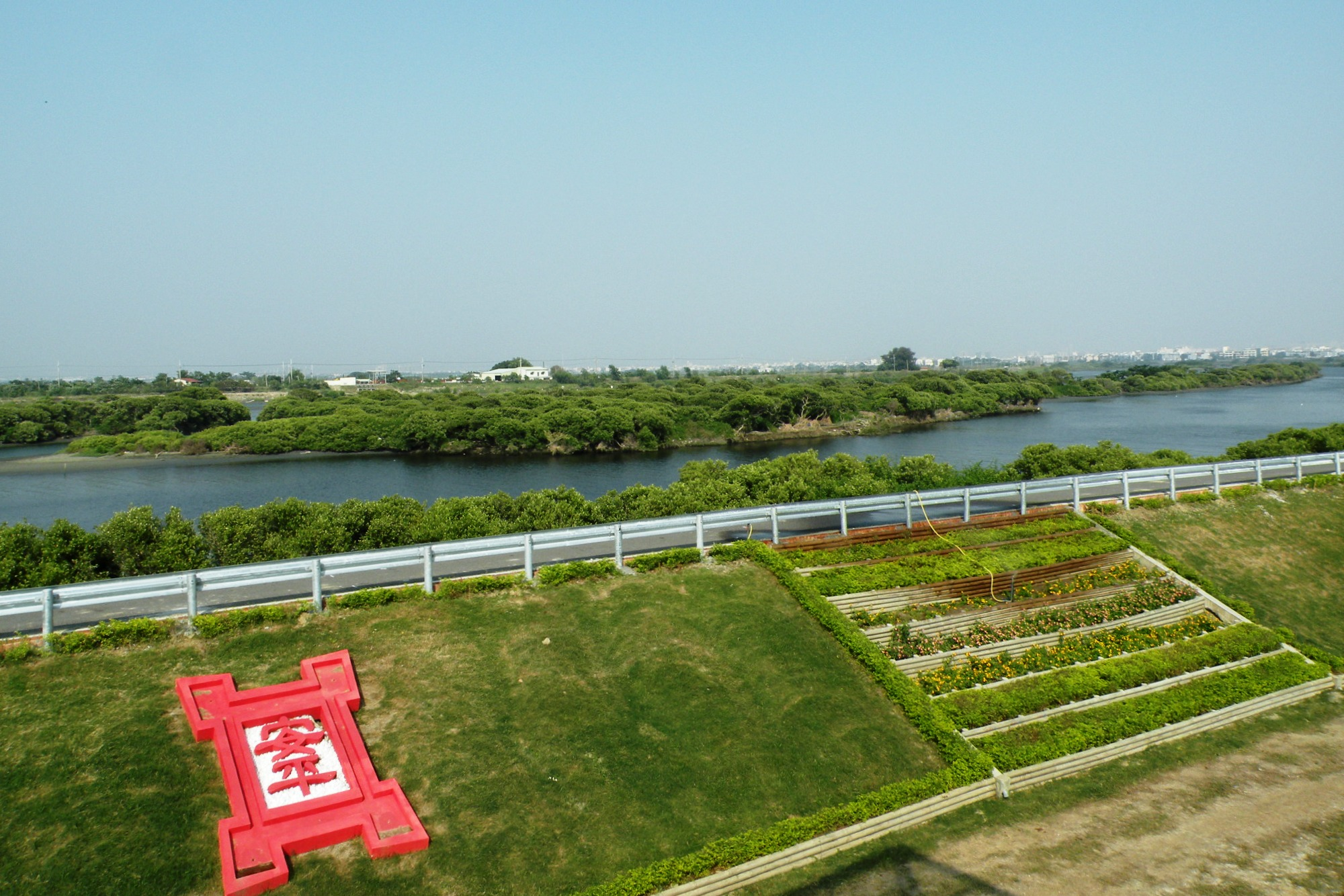
鹽水溪安平段

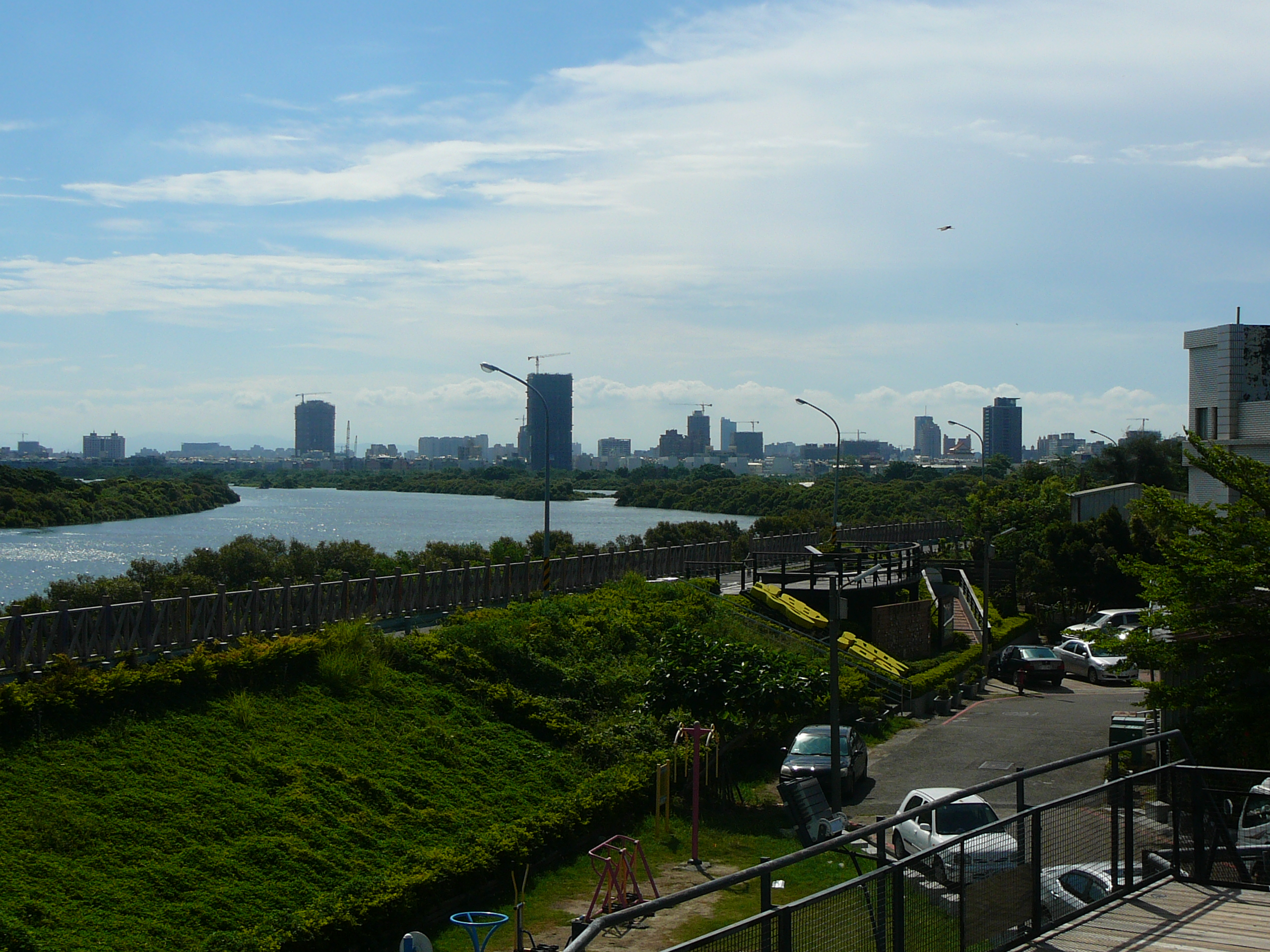
安平區的鹽水溪

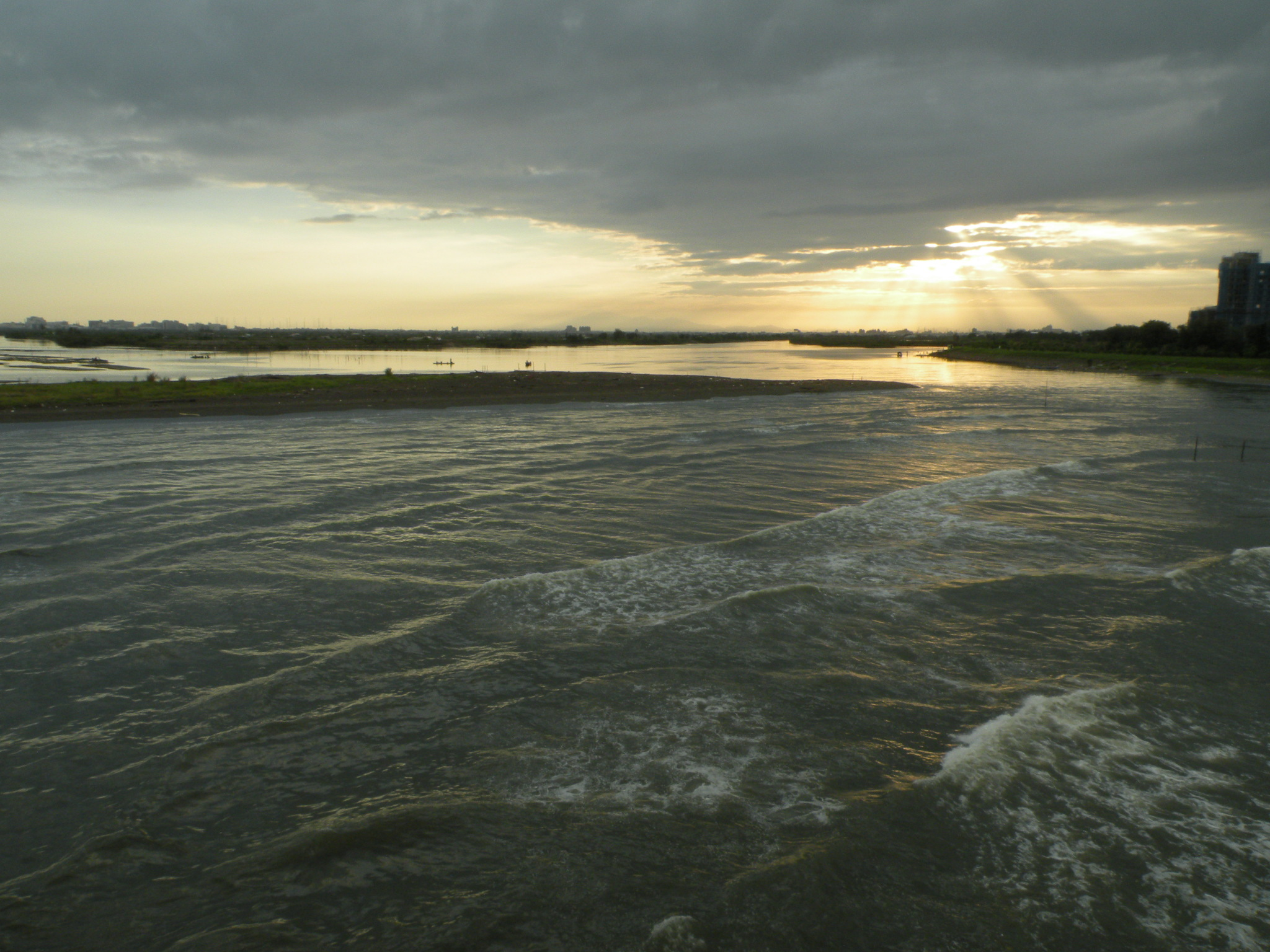
鹽水溪出海口處為四草湖（四草大橋所見）

舊稱新港溪，源自新港社（今新市區）。現稱鹽水溪，但與臺南市鹽水區無關。
幹流之中、上游稱為許縣溪（又名「許寬溪」），許縣溪亦為永康區與新化區、歸仁區與關廟區之間的行政區天然界河。發源於台南市龍崎區的「大坑尾」山區，地形特徵則上屬於阿里山山脈分布於台南市南部地區的淺丘（低矮丘陵地地形），地勢不高。中、下游河段流經之台南市市區之平原地形面積極為廣闊，地理位置上則屬於“嘉南平原”地理區的最南端區域。
上幹流流經台南市龍崎區、關廟區、歸仁區、新市區、永康區、北區、安平區、安南區等行政區，主要支流為那拔林溪。出海口處與嘉南大圳、竹筏港溪、運鹽古運河等匯流為四草湖（雖名湖，實為內海〈潟湖〉，即台江內海遺跡）後，注入臺灣海峽。
鹽水溪之水量一向不豐沛，溪谷（河床）亦不寬，屬“緩降型河川”。上游龍崎區、關廟區一帶的溪水水質尚稱良好，水色也較清澈，成為當地農民引用來做為農業灌溉用水的主要天然水源。但是中、下游河段的溪水水質，自民國60年代（西元1970年代）以後便迅速的遭受到長期之「嚴重污染」，溪水烏黑惡臭，水質甚差。污染之大宗來源則以工業廢水、生活污水為主，其中又以工業廢水佔總污染量的最大比例。
在台南縣、舊台南市尚未合併升格為五都之一的台南市之前，舊台南市市民習慣將此溪與二仁溪（舊名二層行溪）並列為舊台南市的北、南兩大「黑龍江」及「臭水溝」水質的河川。近年來中、下游河段的水質已有所改善，部份中、下游河段水色轉為暗青色（暗綠色），溪水臭味已減輕，但是在水質上，仍有很大的改善與進步的空間。
過去因分屬臺南縣、市（舊臺南市）而列為中央管河川，但在2010年12月25日縣市合併改制後成為在單一行政區內，中央遂有意改為縣市管河川，但後以其地位重要理由（包括出海口有台江國家公園等），所以依舊列為中央管理:173。

## 鹽水溪水系主要河川
- 鹽水溪：臺南市
  - 柴頭港溪：臺南市永康區、北區
  - 潭頂溪（那拔林溪）：臺南市新市區、新化區、山上區、左鎮區
    - 谷溪：臺南市新化區、左鎮區

  - 許縣溪：臺南市永康區、新化區、歸仁區、關廟區、龍崎區
    - 虎頭溪：臺南市新市區、新化區
      - 無名溪：臺南市新市區、新化區
        - 深坑子溪：臺南市新化區

      - 頭前溪 (台南市)：臺南市新化區

    - 五崁溪：臺南市關廟區、龍崎區

## 道路
- 臺南都會區北外環道路是「臺南生活圈道路系統建設計畫」興建的快速道路，全長19公里，因路線大致沿鹽水溪畔，亦稱鹽水溪環河快速道路、台南環河快速道路。
- 部分路段溪畔有自行車道──山海圳綠道[6]，同時屬於環島1號線。

## 主要橋樑
以下由河口至源頭列出主流上之主要橋樑：

### 鹽水溪河段
- 四草大橋（市南8線）
- 大港觀海橋（台17線）
- 鹽水溪橋（台17甲線）
- 北安橋（市南7線）
- 溪頂寮大橋（台19線）：舊稱太平橋
- 安順大橋（已拆；糖鐵安順線、南北平行預備線）
- 永安橋（市南6線）
- 大洲高架橋 (台南都會區北外環道路)
- 國道一號鹽水溪橋（國道一號）
- 過水橋(大洲便橋)
- 南科聯絡道橋

### 許縣溪河段
- 豐化橋（台1線）
- 鹽水溪橋（台鐵縱貫線）
- 開運橋（台20線）
- 新灣橋（市道180號）
- 台39線許縣溪橋（台39線）
- 高鐵許縣溪橋（台灣高鐵）
- 大昌橋（南150線）
- 保東橋（保順路二段）
- 七甲橋（中正北路二段418巷）
- 八甲橋（保東一街）
- 台86線許縣溪橋（台86線）
- 許縣溪橋（台19甲線）
- 湯山大道高架橋（關廟砲校聯外道路）
- 新埔高架橋（關廟砲校聯外道路第二層）
- 新埔橋（關廟砲校聯外道路第一層）
- 新仁橋
- 北新大橋
- 國道三號許縣溪橋（國道三號）
- 自治橋（南169線）
- 南北寮橋（西）（南169-2線）
- 新光吊橋
- 南北寮橋（東）（南169-2線）
- 望龍橋（南162線）
- 崎腳橋
- 烏龍水橋
- 芋園橋
- 過嶺橋

### 五崁溪河段
- 照鏡山橋(新光街)
- 水崎頭橋
- 大丘園橋
- 昌沛橋(廣嚴寺)
- 進財橋
- 外考潭橋
- 內考潭橋
- 觀音山橋
- 土崎橋（南162-1線）